# 방사선 공포증

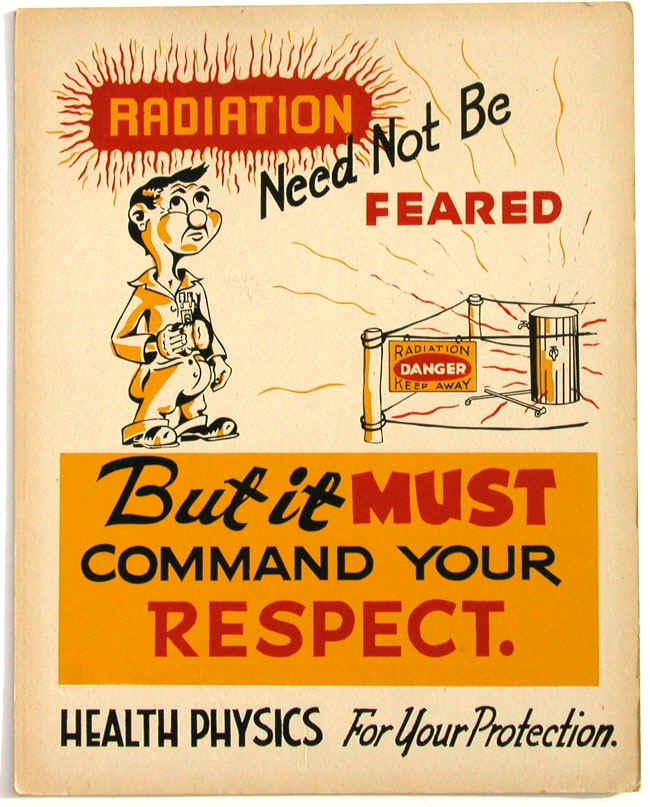

방사선 공포증(放射線恐怖症)은 공포증의 일종으로, 이온화 방사선 및 방사성 물질에 비정상적인 공포를 나타내는 증상이다. 의료적으로는 히로시마와 나가사키에 원폭 투하와 관련하여 1950년경에 인정되었고, 체르노빌 원자력 발전소 사고로 일반인들에게 알려지게 되었다.

## 같이 보기
- 원자 시대
- 자연방사선
- 더러운 폭탄
- 전자기파와 건강
- 핵발전 논란